# Diidrocapsaicina
La diidrocapsaicina è un composto chimico presente, in diverse concentrazioni, in piante del genere Capsicum (ad esempio nel peperoncino piccante). Insieme alla capsaicina, è uno degli alcaloidi responsabili della maggior parte della "piccantezza" dei peperoncini, cui si aggiungono gli altri capsaicinoidi, meno piccanti.